# Г'ю Фолі
Г'ю Фолі (англ. Hugh Foley, 3 березня 1944 — 9 листопада 2016) — американський академічний веслувальник.
Олімпійський чемпіон 1964 року в складі вісімки.
Переможець Панамериканських ігор 1967 року в складі розпашної четвірки зі стерновим.
Бронзовий призер Чемпіонату Європи 1965 (вісімки), 1967 (розпашні четвірки без стернового) років.